# Test Z

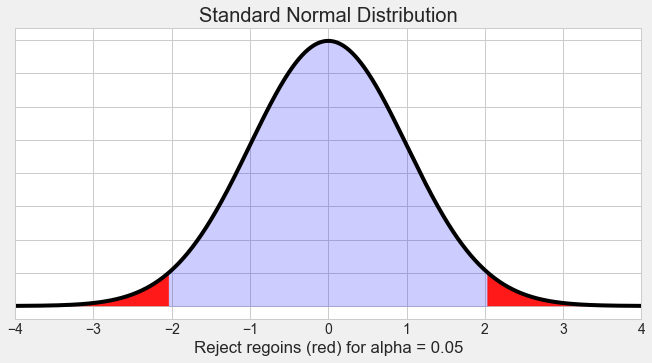
Standardowy rozkład normalny z zaznaczonym na czerwono obszarem krytycznym po obu stronach rozkładu

Test Z (ang. Z-test) – test statystyczny, którego statystyka testowa przyjmuje rozkład normalny i w ramach którego testowana jest hipoteza dotyczącą średniej arytmetycznej w jednej lub w dwóch populacjach o znanej wariancji. 
Założenia testu Z:

1. Próba została dobrana w sposób losowy.

2. Próba została dobrana zgodnie ze schematem losowania zwrotnego. 

3. Rozkład wartości średniej arytmetycznej z próby jest zgodny z rozkładem normalnym.

4. Znane jest odchylenie standardowe wyników w populacji. 